# ناو کلاس اتنا
کروزر کلاس اتنا (به انگلیسی: Etna-class cruiser) یک کلاس از کشتی است که طول آن ۱۵۳٫۸ متر (۵۰۴ فوت ۷ اینچ) می‌باشد.